# AMD Excavator
AMD Excavator（中文：挖掘机）是AMD推出的第四代推土机架构迭代，核心代号Carrizo
，用于 2016–2017 年的 “Bristol Ridge” 与 “Stoney Ridge” 平台及一款名为“Toronto”的变体，面向服务器和企业级市场。 Excavator是推土机架构的最后一个迭代，后被全新设计的Zen架构取代

## 特性
Excavator 增加了对 AVX2、BMI2和 RDRAND 等新指令集的硬件支持。并在与前代相同制程工艺下，提升了约30%的能效比和29%的面积利用率
此外，更新的 Carrizo 系列将南桥芯片整合进了CPU内，实现了首个高性能x86单芯片SoC（强调高性能以排除Atom等特例）
GPU方面，Excavator采用了GCN 1.2架构，与GCN 1.1的主要区别在于针对HSA异构计算进行了一些优化，使其符合HSA 1.0标准。

## 下一代微架構
AMD全新的x86 CPU架构，代号为“Zen”，2017年第一季度推出。AMD自主研发的ARM架构“K12”也将在2016年诞生。Zen、K12虽然一个是x86、一个是ARM，但是将会共享封装接口“Socket AM4”，即彼此针脚兼容，可以互换。